# Zásada
Zásada – gmina w Czechach, w powiecie Jablonec nad Nysą, w kraju libereckim.
1 stycznia 2017 gminę zamieszkiwało 885 osób, a ich średni wiek 43,0 roku.